# عشقی (نام خانوادگی)
عشقی یک نام خانوادگی است. افراد شاخص با این نام عبارتند از:
- میرزاده عشقی، شاعر اهل ایران
- گوهر عشقی، فعّال اجتماعی اهل ایران

## دیگر افراد
- عشقی (سازنده ساز)، سازدۀ سه‌تار اهل ایران